# Полупростая алгебра Ли
Полупростая алгебра Ли — алгебра Ли, являющаяся прямой суммой простых алгебр Ли, то есть неабелевых алгебр Ли без нетривиальных идеалов.

## Роль полупростоты в изучении алгебр Ли
Теорема Леви-Мальцева о разложении Леви утверждает, что любая алгебра Ли является полупрямой суммой разрешимого идеала (называемого радикалом алгебры Ли) и полупростой алгебры. В частности, ненулевая алгебра Ли не может быть одновременно разрешимой и полупростой. Для многих задач это позволяет рассматривать отдельно теорию разрешимых алгебр Ли и отдельно — полупростых.
Полупростые алгебры над алгебраически замкнутым полем характеристики 0 полностью классифицируются своими системами корней, которые в свою очередь описываются диаграммами Дынкина. Над не алгебраическими замкнутыми полями классификация усложняется, но для поля вещественных чисел вещественная алгебра Ли полупроста тогда и только тогда, когда её комплексификация полупроста.

## Свойства
- Полупростота сохраняется при рассмотрении идеала, факторалгебры Ли, прямого произведения[3].
- (Критерий Картана) Алгебра Ли полупроста тогда и только тогда, когда её форма Киллинга невырождена.
- (Теорема Вейля) Конечномерное представление полупростой алгебры Ли вполне приводимо[4].
- Фактор {\displaystyle {\mathfrak {g}}/[{\mathfrak {g}},{\mathfrak {g}}]} полупрост, как фактор полупростой алгебры Ли, и абелев, как фактор по коммутанту. Тогда он равен нулевой алгебре Ли. Отсюда коммутант полупростой алгебры Ли равен ей же самой: {\displaystyle [{\mathfrak {g}},{\mathfrak {g}}]={\mathfrak {g}}.} В частности, любая линейная полупростая алгебра Ли лежит в {\displaystyle [{\mathfrak {gl}}_{n},{\mathfrak {gl}}_{n}]={\mathfrak {sl}}_{n}}.

## Структура
Пусть {\displaystyle {\mathfrak {g}}} — конечномерная полупростая алгебра Ли над алгебраически замкнутым полем характеристики 0. Рассмотрим подалгебру Картана {\displaystyle {\mathfrak {h}}} — максимальную торическую подалгебру, где слово торическая означает, что она состоит из полупростых элементов, то есть таких элементов {\displaystyle x}, что {\displaystyle \operatorname {ad} (x)} диагонализуем.
Можно рассмотреть действие {\displaystyle {\mathfrak {h}}} на {\displaystyle {\mathfrak {g}}} при помощи присоединённого представления {\displaystyle \operatorname {ad} }.
Для полупростой алгебры Ли подалгебра Картана оказывается абелевой, поэтому операторы {\displaystyle \operatorname {ad} }, соответствующие её элементам, можно одновременно диагонализовать.
Пусть {\displaystyle \alpha \in {\mathfrak {h}}^{\ast }} — линейный функционал на {\displaystyle {\mathfrak {h}}}. Тогда можно рассмотреть подпространство в {\displaystyle {\mathfrak {g}}} (возможно, нулевое), заданное формулой:
{\displaystyle {\mathfrak {g}}_{\alpha }=\{x\in {\mathfrak {g}}|[h,x]=\alpha (h)x\quad \forall h\in {\mathfrak {h}}\}.}

Разложение на корневые подпространства
Если {\displaystyle {\mathfrak {h}}} — картановская подалгебра {\displaystyle {\mathfrak {g}}}, оказывается, что {\displaystyle {\mathfrak {g}}_{0}={\mathfrak {h}}} и {\displaystyle {\mathfrak {g}}} раскладывается в прямую сумму (как {\displaystyle {\mathfrak {h}}}-модуль):
{\displaystyle {\mathfrak {g}}={\mathfrak {h}}\oplus \bigoplus _{\alpha \in \Phi }{\mathfrak {g}}_{\alpha }}
где {\displaystyle \Phi } — множество всех ненулевых линейных функционалов {\displaystyle \alpha \in {\mathfrak {h}}^{\ast }} таких, что {\displaystyle {\mathfrak {g}}_{\alpha }\neq \{0\}}. Более того, для каждых {\displaystyle \alpha ,\beta \in \Phi } выполнены следующие свойства:
- {\displaystyle [{\mathfrak {g}}_{\alpha },{\mathfrak {g}}_{\beta }]\subseteq {\mathfrak {g}}_{\alpha +\beta }}, при этом при {\displaystyle \alpha +\beta \neq 0} формула обращается в равенство.
- {\displaystyle [{\mathfrak {g}}_{\alpha },{\mathfrak {g}}_{-\alpha }]\oplus {\mathfrak {g}}_{-\alpha }\oplus {\mathfrak {g}}_{\alpha }\simeq {\mathfrak {sl}}_{2}}, где изоморфизм следует понимать как изоморфизм алгебр Ли.
- {\displaystyle \dim {\mathfrak {g}}_{\alpha }=1}; в частности, {\displaystyle \dim {\mathfrak {g}}=\dim {\mathfrak {h}}+\#\Phi }.
- {\displaystyle {\mathfrak {g}}_{2\alpha }=\{0\}}; иными словами, {\displaystyle 2\alpha \not \in \Phi }.
- При {\displaystyle \alpha +\beta \neq 0} подпространства {\displaystyle {\mathfrak {g}}_{\alpha }} и {\displaystyle {\mathfrak {g}}_{\beta }} ортогональны друг другу по отношению к форме Киллинга.
- Ограничение формы Киллинга на {\displaystyle {\mathfrak {h}}} невырождено.

Множество {\displaystyle \Phi } называют системой корней алгебры {\displaystyle {\mathfrak {g}}}.

Можно показать, что оно действительно удовлетворяет аксиомам системы корней. В ней можно выбрать базис так называемых простых корней {\displaystyle \alpha _{1},\ldots ,\alpha _{l}} так, что каждый элемент {\displaystyle \Phi } представляется в виде целочисленной линейной комбинации простых корней, причём либо со всеми неотрицательными коэффициентами, либо со всеми неположительными. Из теории представлений {\displaystyle {\mathfrak {sl}}_{2}} следует, что для каждого из таких корней можно выбрать элементы {\displaystyle g_{\alpha }\in {\mathfrak {g}}_{\alpha },f_{\alpha }\in {\mathfrak {g}}_{-\alpha },h_{\alpha }=[e_{\alpha },f_{\alpha }]}, нормировав их так, что {\displaystyle [h_{\alpha },e_{\alpha }]=2e_{\alpha }} и {\displaystyle [h_{\alpha },f_{\alpha }]=-2f_{\alpha }.} Оказывается, что выбранные так {\displaystyle 3l} элементов порождают {\displaystyle {\mathfrak {g}}} как алгебру Ли.
Обозначим {\displaystyle a_{ij}=\alpha _{j}(h_{i}),} тогда можно выписать явно все соотношения на эти порождающие (соотношения Серра):
{\displaystyle [h_{i},h_{j}]=0,}
{\displaystyle [e_{i},f_{i}]=h_{i},[e_{i},f_{j}]=0,i\neq j,}
{\displaystyle [h_{i},e_{j}]=a_{ij}e_{j},[h_{i},f_{j}]=-a_{ij}f_{j},}
{\displaystyle \operatorname {ad} (e_{i})^{-a_{ij}+1}(e_{j})=\operatorname {ad} (f_{i})^{-a_{ij}+1}(f_{j})=0,i\neq j.}
Теорема Серра утверждает, что для любой матрицы {\displaystyle \{a_{ij}\}}, являющейся матрицей Картана, или, что эквивалентно, для любой системы корней, существует единственная с точностью до изоморфизма полупростая конечномерная алгебра Ли. Одно из возможных доказательств существования — построение конструкции алгебры Каца-Муди.
Таким образом, оказывается, что для классификации полупростых конечномерных алгебр Ли (над алгебраически замкнутым полем нулевой характеристики) достаточно классифицировать системы корней.

## Классификация

Простые алгебры Ли соответствуют неприводимым диаграммам Дынкина.

Изучение систем корней даёт возможность сопоставить каждой полупростой алгебре Ли ориентированную диаграмму Дынкина.
Разложению полупростой алгебры Ли в сумму простых соответствует разложение несвязной диаграммы в объединение связных компонент (неприводимых диаграмм).
Таким образом, задача классификации сводится к выяснению, какие неприводимые диаграммы Дынкина могут быть диаграммами некоторой системы корней.

Диаграмма Дынкина с количеством вершин {\displaystyle n} соответствует системе корней ранга {\displaystyle n}, если она одна из следующих: {\displaystyle A_{n},B_{n},C_{n},D_{n},E_{6},E_{7},E_{8},F_{4},G_{2}}.

Алгебры, соответствующие сериям {\displaystyle A_{n},B_{n},C_{n},D_{n},} называют классическими; это алгебры {\displaystyle {\mathfrak {sl}}_{n+1},{\mathfrak {so}}_{2n+1},{\mathfrak {sp}}_{2n},{\mathfrak {so}}_{2n}} соответственно. Диаграммы этих серий при малых значениях {\displaystyle n} могут совпадать друг с другом, что порождает изоморфные алгебры, или раскладываться в сумму других, то есть не быть простыми; для исключения этих случаев из списка можно брать {\displaystyle A_{n}} при {\displaystyle n\geqslant 1}, {\displaystyle B_{n}} при {\displaystyle n\geqslant 2}, {\displaystyle C_{n}} при {\displaystyle n\geqslant 3}, {\displaystyle D_{n}} при {\displaystyle n\geqslant 4}.
Алгебры, соответствующие диаграммам {\displaystyle E_{6}}, {\displaystyle E_{7}}, {\displaystyle E_{8}}, {\displaystyle F_{4}}, {\displaystyle G_{2}} называют исключительными. Обычно соответствующие группы обозначают тем же символом, что и диаграмму, а алгебры — {\displaystyle {\mathfrak {e}}_{6},{\mathfrak {e}}_{7},{\mathfrak {e}}_{8},{\mathfrak {f}}_{4},{\mathfrak {g}}_{2}.}
Для не алгебраически замкнутого поля несколько неизоморфных простых алгебр Ли могут соответствовать одной и той же простой алгебре Ли над алгебраическим замыканием, поэтому требуются дополнительные усилия. В случае поля вещественных чисел полная классификация даётся диаграммами Сатаке, представляющими из себя диаграммы Дынкина с дополнительными метками.